# Хемпхилл (округ)
Хе́мпхилл (англ. Hemphill County) — округ, расположен в США, штате Техас. Официально образован в 1876 году и назван в честь Джона Хемпхилла — председателя Верховного суда Техаса и конгрессмена КША. По состоянию на 2000 год, численность населения составляла 3351 человек. Окружным центром является город Канейдиан. Округ Хемпхилл входит в число 5 округов Техаса с действующим сухим законом.

## География
По данным Бюро переписи США, общая площадь округа равняется 2362 км², из которых 2356 км² суша и 6 км² или 0,26 % это водоемы.

### Соседние округа
- Липском (север)
- Робертс (запад)
- Роджер-Милс (юго-восток)
- Уилер (юг)
- Эллис (северо-восток)

### Национальные охраняемые территории
- Лугопастбищное угодье Блэк-Катл (часть)

## Демография
По данным переписи населения 2000 года в округе проживало 3351 жителей, в составе 1280 хозяйств и 948 семей. Плотность населения была 1 человек на 1 квадратный километр. Насчитывалось 1548 жилых домов, при плотности покрытия 1 постройка на 1 квадратный километр. По расовому составу население состояло из 87,65 % белых, 1,55 % чёрных или афроамериканцев, 0,72 % коренных американцев, 0,27 % азиатов, 0,03 % коренных гавайцев и других жителей Океании, 8,48 % прочих рас, и 1,31 % представители двух или более рас. 15,58 % населения являлись испаноязычными или латиноамериканцами.
Из 1280 хозяйств 32,7 % воспитывали детей возрастом до 18 лет, 65,2 % супружеских пар живших вместе, в 5,9 % семей женщины проживали без мужей, 25,9 % не имели семей. На момент переписи 24,4 % от общего количества жили самостоятельно, 12 % лица старше 65 лет, жившие в одиночку. В среднем на каждое хозяйство приходилось 2,5 человека, среднестатистический размер семьи составлял 2,98 человека.
Показатели по возрастным категориям в округе были следующие: 28% жители до 18 лет, 6,5 % от 18 до 24 лет, 25,3 % от 25 до 44 лет, 25,4 % от 45 до 64 лет, и 14,7 % старше 65 лет. Средний возраст составлял 39 лет. На каждых 100 женщин приходилось 101,3 мужчин. На каждых 100 женщин в возрасте 18 лет и старше приходилось 92,2 мужчин.
Средний доход на хозяйство в округе составлял 35 456 $, на семью — 42 036 $. Среднестатистический заработок мужчины был 31 154 $ против 19 423 $ для женщины. Доход на душу населения был 16 929 $. Около 10,9 % семей и 12,6 % общего населения находились ниже черты бедности. Среди них было 16,7 % тех кому ещё не исполнилось 18 лет, и 12,8 % тех кому было уже больше 65 лет.

## Населённые пункты
- Канейдиан

## Политическая ориентация
На президентских выборах 2008 года Джон Маккейн получил 85,67 % голосов избирателей против 13,76 у демократа Барака Обамы.
В Техасской палате представителей округ Хемпхилл числится в составе 88-го района. С 1989 года интересы округа представляет республиканец Уоррен Чисам из Пампы.

## Образование
Школьный округ Канейдиан обслуживает всю территорию Хемпхилла.

## Галерея
|                                                    |                                        |
| Деревянный мост через Канейдиан-Ривер в Канейдиане | Мемориал ветеранам округа в Канейдиане |